# Gurbești (gmina Căbești)
Gurbești – wieś w Rumunii, w okręgu Bihor, w gminie Căbești. W 2011 roku liczyła 193 mieszkańców.